# Meiji (entreprise)
Meiji est une entreprise agroalimentaire japonaise. Son siège social est situé à Tokyo. La forme actuelle de l'entreprise est issue d'une réorganisation en 2011 de Meiji Dairies, avec l'intégration du pôle alimentaire de Meiji Seika.